# تادیوس کاهیل
تادیوس کاهیل (به انگلیسی: Thaddeus Cahill) (۱۸۶۷–۱۹۳۴) مخترع برجسته اوایل قرن ۲۰ام است.
او با اختراع اولین ساز الکترومکانیکی موسیقی جهان که به آن لقب تل هارمونیوم را داد، اعتبار گسترده‌ای کسب کرد.
کاهیل برای اختراع خود جاه طلبی‌های بزرگی داشت. او می‌خواست موسیقی تل‌هارمونیوم از داخل هتل‌ها، رستوران‌ها، سالن‌های تئاتر و حتی خانه‌ها از طریق خطوط تلفن پخش شود. با وزنی بالغ بر ۷ تن و قیمت ۲۰۰٬۰۰۰ دلار تنها ۳ دستگاه از آن در کل ساخته‌شد و چشم‌انداز بزرگ وی هرگز به‌طور کامل اجرا نشد. با رسیدن به نزدیک به ۱ قرن بعد و ظهور جریان رسانه‌ها ایدهٔ پُربار او ثابت شد.